# Ahmed Abdo Mustafa
Ahmed Abdo Mustafa (arabisch احمد عبده مصطفى; * 1946; † 20. September 2016) war ein sudanesischer Fußballspieler. 

## Karriere
Mit der Sudanesischen Fußballnationalmannschaft nahm er an den Olympischen Sommerspielen 1972 in München teil. In den Gruppenspielen verlor das Team gegen Mexiko, die Sowjetunion und Birma und schied damit aus.

## Tod
Ahmed Abdo Mustafa verstarb am 20. September 2016.